# 包克陶凯克
包克陶凯克（匈牙利語：Baktakék）是匈牙利包尔绍德-奥包乌伊-曾普伦州所辖的一个村。总面积18.85平方公里，总人口710，人口密度37.7人/平方公里（2011年1月1日）。